# Virgen del Coro (Monasterio de Guadalupe)
La imagen de Nuestra Señora de la Concepción, ―llamada popularmente Virgen del Coro― , por estar situada en el coro del Real Monasterio de Santa María de Guadalupe en Extremadura (España), es una talla de madera en relieve del siglo XV y atribuida a Guillemín de Gante. Es particularmente importante porque se la ha relacionado tradicionalmente como un modelo iconográfico de la imagen de la Virgen de Guadalupe de México, que se venera en su santuario del Tepeyac.

## La talla
Según datos documentales, la imagen de estilo gótico-flamenco, fue colocada en el testero del coro sobre la silla prioral en 1499 siendo prior del monasterio don Pedro de Vidania. 
Esta bella escultura que preside la sillería barroca del coro del citado monasterio extremeño es una representación de la Virgen María bajo el título de la Inmaculada Concepción. Contrariamente a las imágenes mas usuales de tal advocación mariana, esta talla, popularmente conocida como Virgen del Coro, sostiene al Niño Jesús en sus brazos. Se trata de uno de los elementos sobrevivientes de la anterior sillería gótica.

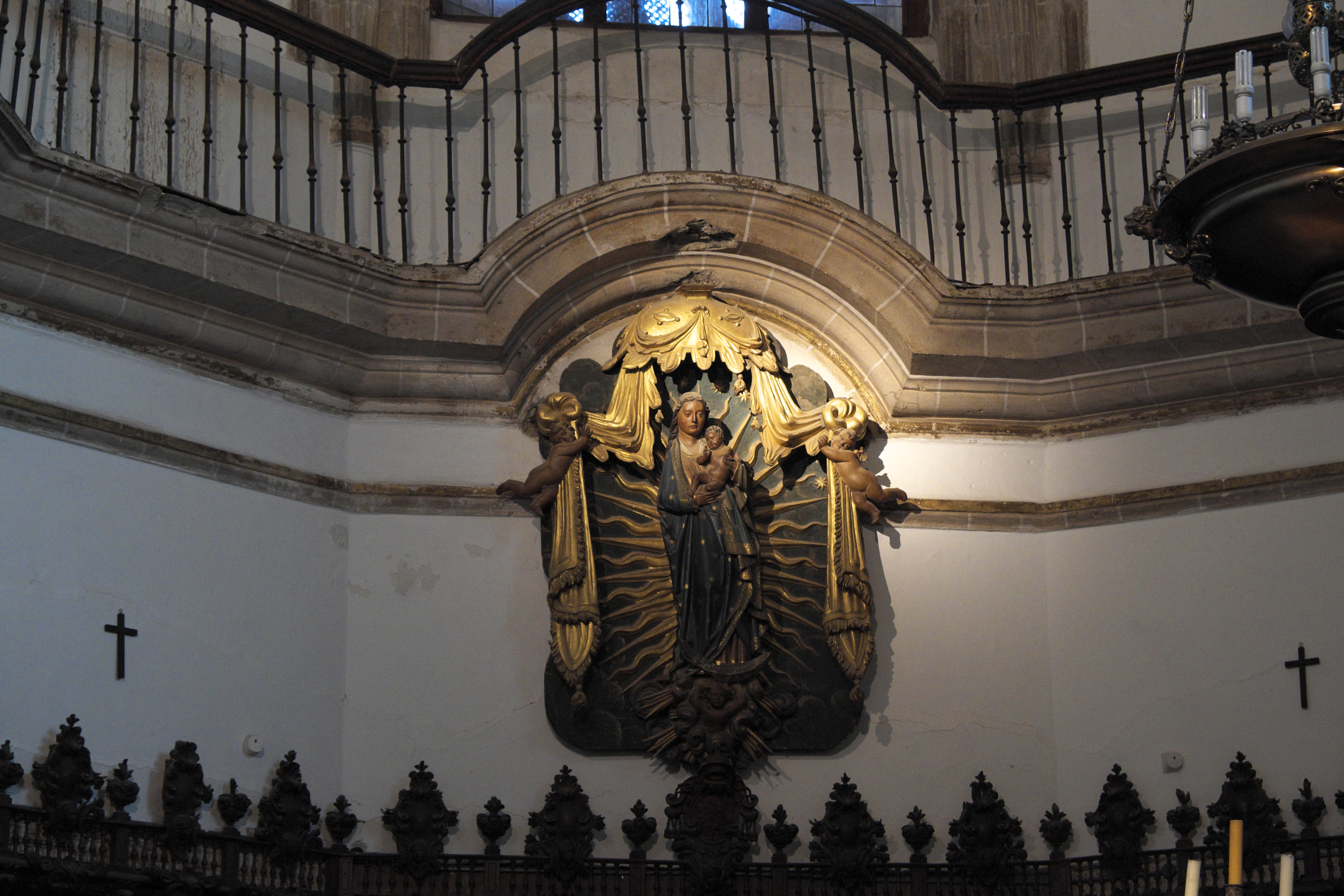
Imagen de la Virgen del Coro del monasterio extremeño de Guadalupe

La imagen, de madera y esculpida en relieve, está bajo un dosel dorado que abren de par en par una pareja de ángeles o querubines. Sosteniendo a su divino hijo, desnudo, María tiene el pelo descubierto y un resplandor solar de rayos flamígeros a sus espaldas, con un cuarto creciente a sus pies. 
El modelo iconográfico de la imagen mariana responde al de la "Mujer vestida de sol" o "Virgen apocalíptica", que aparece en Apocalipsis (12, 1-6):

"Una gran señal apareció en el cielo: una Mujer, vestida del sol, con la luna bajo sus pies, y una corona de doce estrellas sobre su cabeza."

## Vinculación guadalupana
La Virgen María del Coro aparece de pie sobre el creciente lunar, sosteniendo a su hijo en el brazo izquierdo, rodeada de una mandorla ornada de rayos que alternan entre ondulados y rectos, con su manto de color azul verdoso salpicado de estrellas doradas, así como un querubín en el extremo inferior, que le sirve de pedestal y sostén. Elementos estos que resultan coincidentes con la imagen representada en la tilma que se venera hoy en la Basílica de Guadalupe de la Ciudad de México.

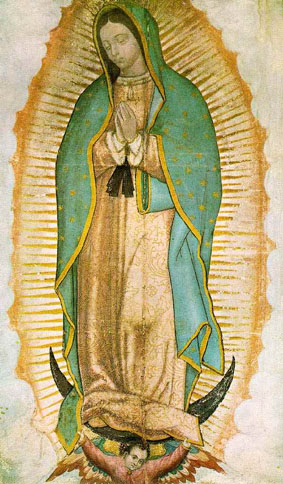
Tilma original de la Virgen de Guadalupe venerada en el Tepeyac

Prácticamente desde el momento en que la tilma de Nuestra Señora de Guadalupe fue instalada en el primitivo santuario ubicado en el cerro de Tepeyac, surgieron testimonios que vincularon a esta imagen representada en el ayate o tilma del indígena Juan Diego con la escultura de Nuestra Señora de la Concepción ubicada en el coro del recinto guadalupano extremeño.
Tales conexiones fueron fundadas en las coincidencias formales e iconográficas existentes entre ambas obras. Al punto de que varios investigadores han reclamado a la imagen del Coro como la precedente y modelo iconográfico de la Guadalupe mexicana. Sin embargo eruditos e investigadores, especialmente mexicanos, han rechazado esta vinculación.
En la actualidad se sabe con total seguridad que algunos detalles iconográficos de la Virgen del Coro extremeña fueron añadidos a posteriori. Tales como el querubín o ángel sustentante, que originalmente no estaba presente en la talla y que fue una incorporación barroca del siglo XVIII, para precisamente, aproximarla a la Guadalupe mexicana. Esta no fue la única incorporación, pues el propio manto fue repintado en 1774 y estampado de estrellas doradas, tal y como aparecen en la tilma del Tepeyac. La imagen española también ostentó una corona, posteriormente retirada, como tampoco aparece en su contraparte mexicana.
Todos estos datos coligen que muy probablemente la imagen mexicana de Guadalupe influyó iconográficamente en la imagen de Nuestra Señora de la Concepción del Coro y no al revés, como algunos otros autores habían sostenido.